# Wim Anderiesen jr.
Willem Gerardus (Wim) Anderiesen jr. (Amsterdam, 2 september 1931 – Heerhugowaard, 27 januari 2017) was een Nederlands voetballer. Hij speelde voor Ajax, ZVV Zaandam, SHS enHolland Sport.

## Loopbaan

### Ajax
Anderiesen begon met voetbal bij ZSGO en stapte nog tijdens de juniorentijd in 1947 over naar Ajax. Hij trad in de voetsporen van zijn vader, international en Ajax-speler Wim Anderiesen (1903-1944).
Anderiesen jr. debuteerde op 11 maart 1951 in de thuiswedstrijd tegen Heracles.
Hij speelde 149 competitiewedstrijden voor Ajax van 1951 tot 1961. Hij kwam uit in drie interlands voor Nederland–B, tweemaal in 1957 en een keer in 1959. 
Nadat hij in het seizoen 1952/53 niet voor de hoofdmacht van Ajax was uitgekomen, vertrok hij naar de Zaanse tweedeklasser ZVV Zaandam. 

### Landskampioen
Hij keerde na twee seizoenen in 1955 terug bij zijn oude club die landskampioen werd in het eerste jaar van de Eredivisie. Ajax nam daardoor in 1957 voor het eerst deel aan de Europa Cup I voor landskampioenen.  De Amsterdamse club versloeg SC Wismut maar werd in de kwartfinale uitgeschakeld door Vasas SC. Anderiesen speelde de vier Europese duels mee. Hij werd met Ajax in 1960 voor de tweede keer landskampioen.

### Holland Sport
Hij verkaste in 1961 naar SHS uit Scheveningen, dat speelde in de Eerste divisie. Voor dit team, dat vanaf 1964 Holland Sport heette, was hij aanvoerder en kwam hij tot 1965 uit. 
Anderiesen maakte deel uit van het eerste bestuur van de vakbond voor profvoetballers, de VVCS. 
Na zijn loopbaan als speler werd hij coach. Hij trainde onder meer de inmiddels opgeheven vereniging VV Lens uit Den Haag en van 1976 tot 1979 voetbalvereniging RKAVV uit Leidschendam.

## Persoonlijk
Wim Anderiesen jr. raakte bij de schietpartij op de Dam van 7 mei 1945 gewond. Hij liep een schotwond in zijn rug op. Hij overleed in 2017 op 85-jarige leeftijd.

## Clubstatistieken
| Seizoen   | Club                    | Land                    | Competitie              | Competitie              | Competitie              | Beker                   | Beker                   | Internationaal          | Internationaal          | Overig                  | Overig                  | Totaal                  | Totaal                  |
| Seizoen   | Club                    | Land                    | Competitie              | Wed.                    | Dlp.                    | Wed.                    | Dlp.                    | Wed.                    | Dlp.                    | Wed.                    | Dlp.                    | Wed.                    | Dlp.                    |
| --------- | ----------------------- | ----------------------- | ----------------------- | ----------------------- | ----------------------- | ----------------------- | ----------------------- | ----------------------- | ----------------------- | ----------------------- | ----------------------- | ----------------------- | ----------------------- |
| 1950/51   | Ajax                    | Nederland               | Eerste klasse B         | 5                       | 0                       | –                       | 0                       | 0                       | 0                       | 0                       | 0                       | 5                       | 0                       |
| 1951/52   | Ajax                    | Nederland               | Eerste klasse B         | 1                       | 0                       | –                       | 0                       | 0                       | 0                       | 0                       | 0                       | 1                       | 0                       |
| 1952/53   | Ajax                    | Nederland               | Eerste klasse A         | 0                       | 0                       | –                       | 0                       | 0                       | 0                       | 0                       | 0                       | 0                       | 0                       |
| 1953–1955 | amateurclub ZVV Zaandam | amateurclub ZVV Zaandam | amateurclub ZVV Zaandam | amateurclub ZVV Zaandam | amateurclub ZVV Zaandam | amateurclub ZVV Zaandam | amateurclub ZVV Zaandam | amateurclub ZVV Zaandam | amateurclub ZVV Zaandam | amateurclub ZVV Zaandam | amateurclub ZVV Zaandam | amateurclub ZVV Zaandam | amateurclub ZVV Zaandam |
| 1955/56   | Ajax                    | Nederland               | Hoofdklasse A           | 9                       | 0                       | 0                       | 0                       | 0                       | 0                       | 0                       | 0                       | 9                       | 0                       |
| 1956/57   | Ajax                    | Nederland               | Eredivisie              | 34                      | 0                       | 3                       | 0                       | 0                       | 0                       | 0                       | 0                       | 37                      | 0                       |
| 1957/58   | Ajax                    | Nederland               | Eredivisie              | 32                      | 0                       | 0                       | 0                       | 4                       | 0                       | 0                       | 0                       | 36                      | 0                       |
| 1958/59   | Ajax                    | Nederland               | Eredivisie              | 30                      | 1                       | 4                       | 0                       | 0                       | 0                       | 0                       | 0                       | 34                      | 1                       |
| 1959/60   | Ajax                    | Nederland               | Eredivisie              | 34                      | 0                       | 0                       | 0                       | 0                       | 0                       | 1                       | 0                       | 35                      | 0                       |
| 1960/61   | Ajax                    | Nederland               | Eredivisie              | 4                       | 0                       | 2                       | 0                       | 0                       | 0                       | 0                       | 0                       | 6                       | 0                       |
| 1961/62   | SHS                     | Nederland               | Eerste divisie B        | 34                      | 1                       | 1                       | 0                       | 0                       | 0                       | 0                       | 0                       | 35                      | 1                       |
| 1962/63   | SHS                     | Nederland               | Eerste divisie          | 28                      | 0                       | 1                       | 0                       | 0                       | 0                       | 0                       | 0                       | 29                      | 0                       |
| 1963/64   | SHS                     | Nederland               | Eerste divisie          | 28                      | 1                       | 3                       | 0                       | 0                       | 0                       | 0                       | 0                       | 31                      | 1                       |
| 1964/65   | Holland Sport           | Nederland               | Eerste divisie          | 29                      | 2                       | 4                       | 0                       | 0                       | 0                       | 0                       | 0                       | 33                      | 2                       |
| Totaal    | Totaal                  | Totaal                  | Totaal                  | 268                     | 5                       | 18                      | 0                       | 4                       | 0                       | 1                       | 0                       | 291                     | 5                       |